# Список умерших в 1441 году

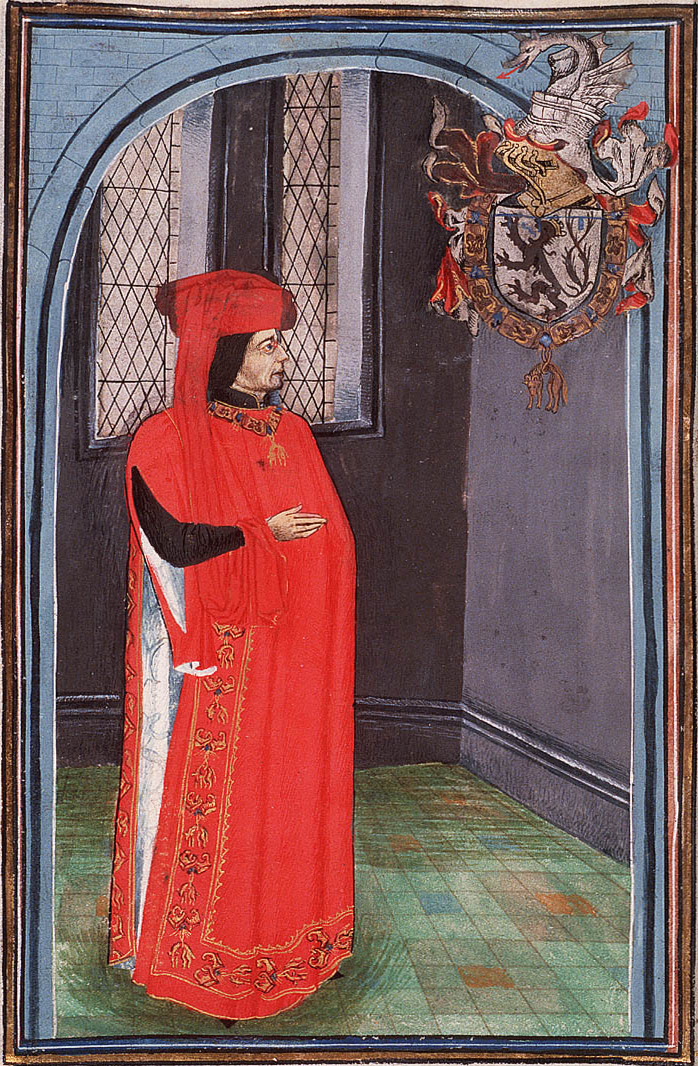
Адолбф Баварский

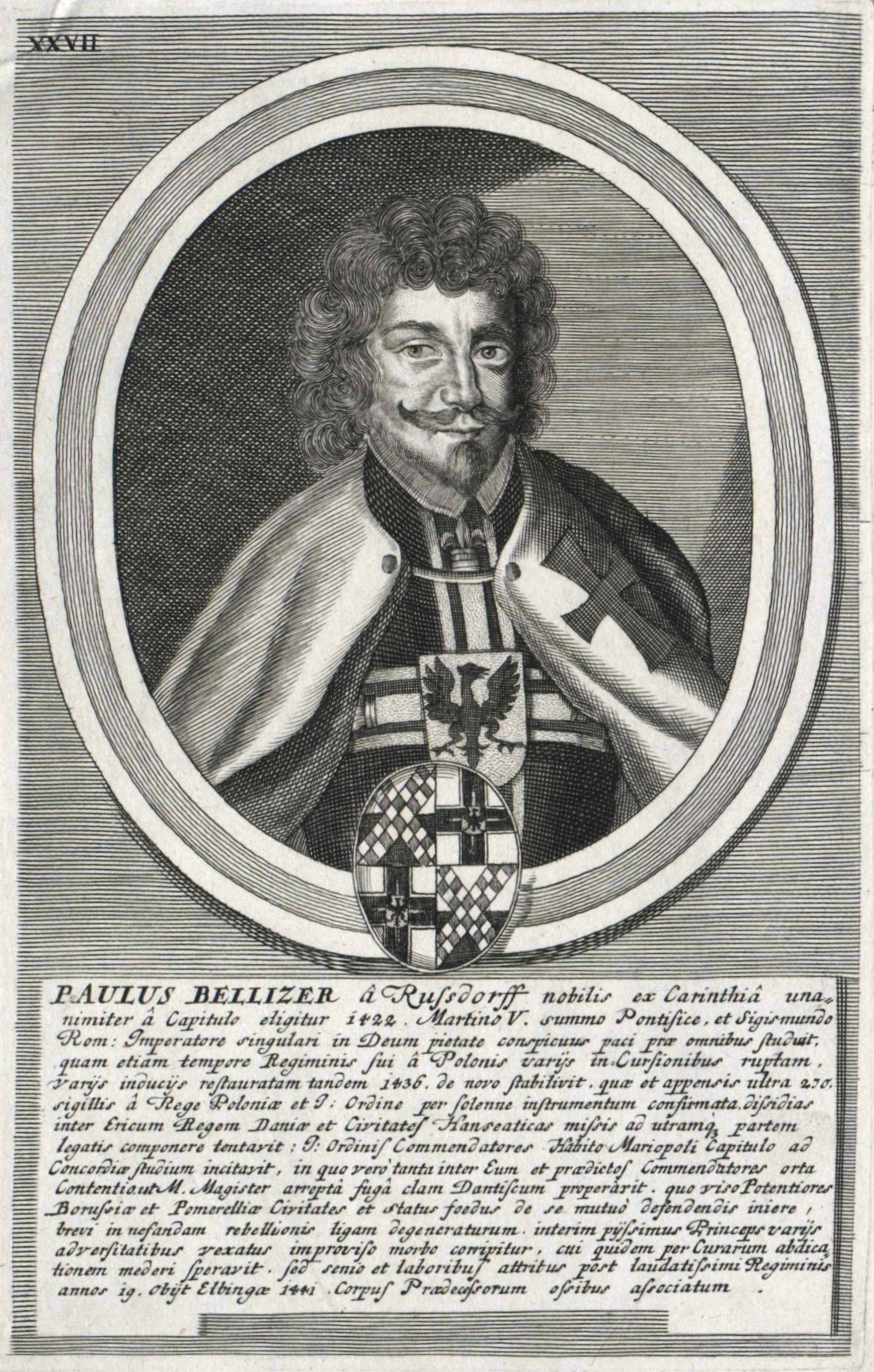
Пауль фон Русдорф

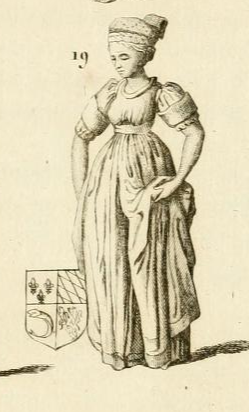
Маргарита Бургундская (графиня Голландии)

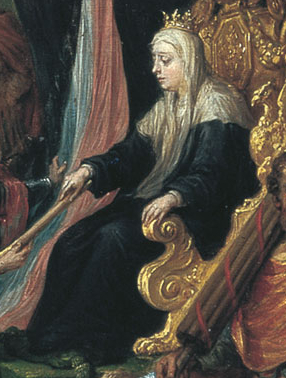
Бланка I Наваррская

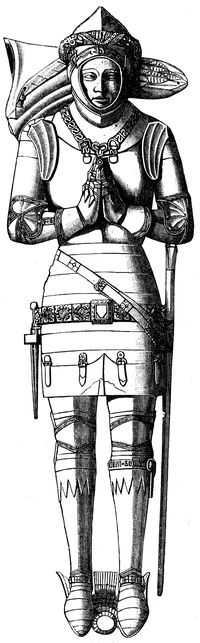
Уильям Фелип

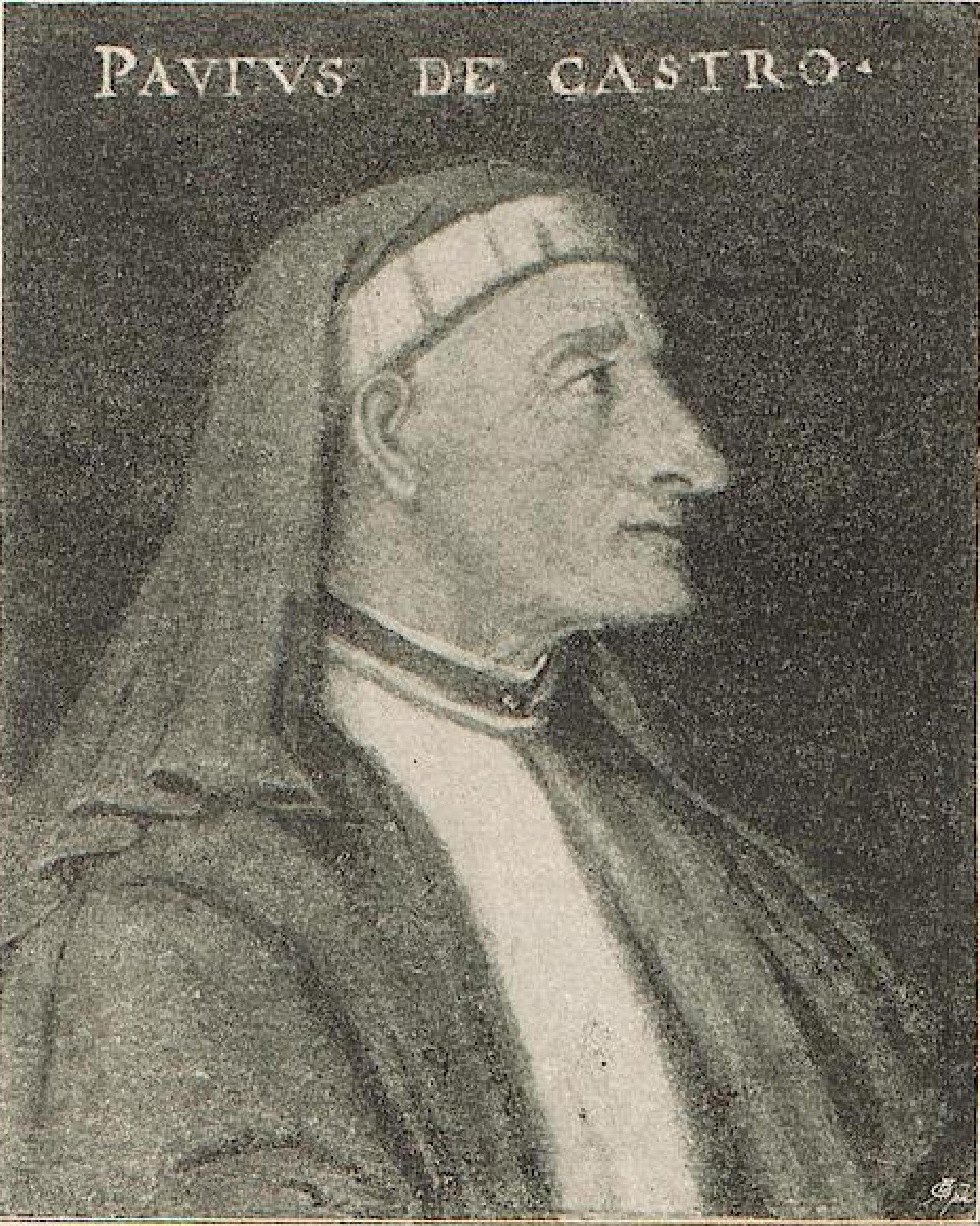
Павел Кастро

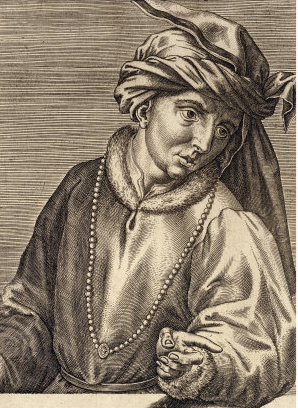
Ян ван Эйк

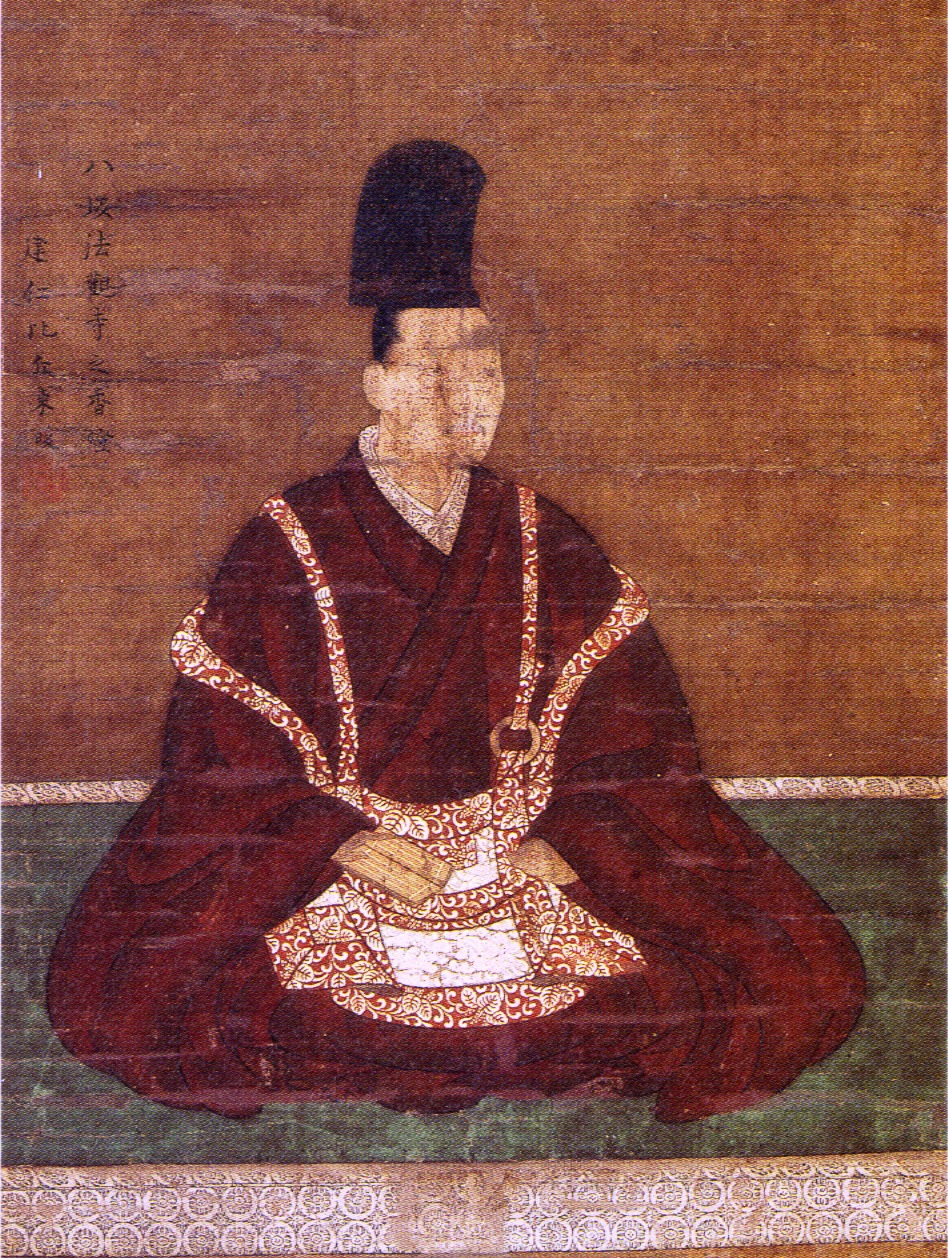
Асикага Ёсинори

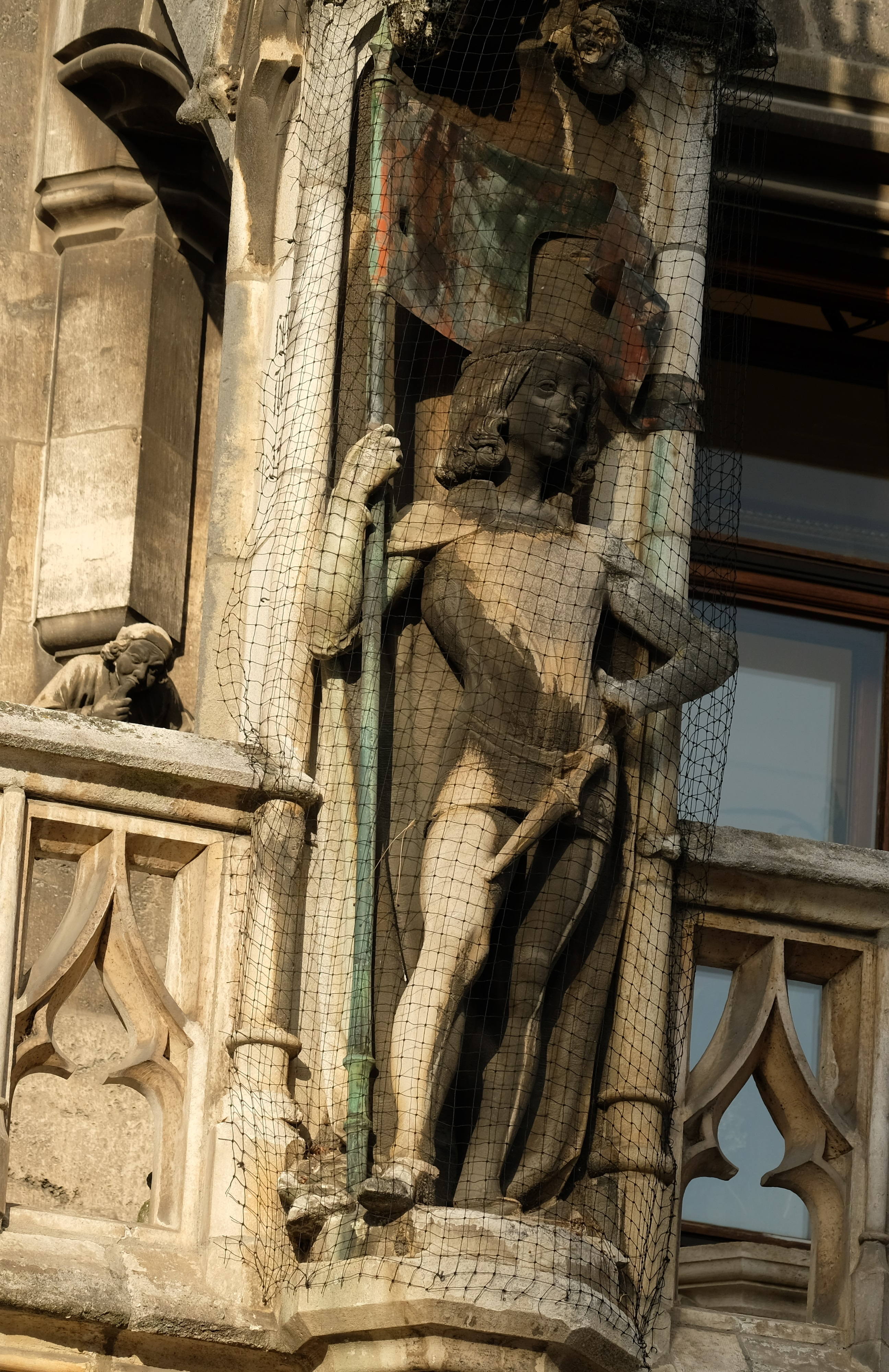
Жан II де Люксембург-Линьи

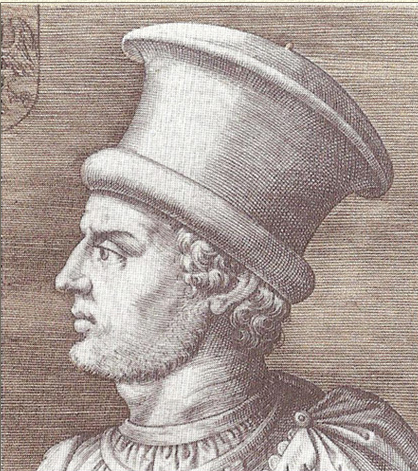
Никколо III д’Эсте

В этой статье представлен список известных людей, умерших в 1441 году.
См. также: Категория:Умершие в 1441 году

## Январь
- 5 января — Жан II де Люксембург-Линьи — граф Гиз с 1425 года и Линьи с 1430 года.
- 9 января — Пауль фон Русдорф — 29-й великий магистр Тевтонского ордена (1442—1441)
- 13 января — Отон II де Лален — сеньор де Лален, Монтиньи, Бюньикур — геннегауский и бургундский государственный деятель, великий бальи Эно (1398—1402).

## Март
- 8 марта — Маргарита Бургундская (графиня Голландии) (66) — дочь герцога Бургундии Филиппа II Смелого, герцогиня-консорт Баварии-Штраубинга, графиня-консорт Голландии и Зеландии, графиня-Консорт и фактическая правительница Эно (Геннегау) (1404—1417), жена графа Голландии, Зеландии и Геннегау Вильгельма VI

## Апрель
- 1 апреля — Бланка I Наваррская (53) — дочь короля Наварры Карла III Благородного, королева-консорт Сицилии (1402—1409, жена ]Мартин I Младшего, правящая королева Наварры (1425—1441) (совместно с Хуаном II Великим, герцогиня Немурская (1425—1441)
- 11 апреля — Хуан Рамон Фольк I де Кардона (66) — каталонский дворянин, 2-й граф де Кардона и виконт де Вильямур (1400—1441).

## Май
- 28 мая — Рафал из Тарнова и Ярослава — польский шляхтич и государственный деятель, каштелян войницкий (1435—1441), староста львовский (1440—1441)

## Июнь
- 6 июня — Фелип, Уильям, 6-й барон Бардольф — английский аристократ, de-jure 6-й барон Бардольф с 1437 года. Кавалер ордена Подвязки (1418)
- 14 июня — Тринчи, Коррадо III — итальянский кондотьер, последний сеньор Фолиньо (1421—1439); задушен в папской тюрьме.
- 22 июня — Кастро, Павел — итальянский юрист

## Июль
- 9 июля — Ван Эйк, Ян — ранненидерландский художник-новатор эпохи Северного Возрождения, дипломат.
- 12 июля — Асикага Ёсинори (47) — 6-й сёгун сёгуната Муромати (1429—1441); убит собственными вассалами.

## Август
- 10 августа — Хёндок-ванху (23) — чосонская королева-консорт, третья главная супруга наследного принца Ли Хяна, мать чосонского вана Танджона; умерла после родов.

## Сентябрь
- 26 сентября — Акамацу Мицусукэ  — японский самурайский полководец, сюго-даймё середины периода Муромати. Глава рода Акамацу; самоубийство.

## Октябрь
- 24 октября — Адольф — герцог Баварии-Мюнхен (1435—1441) (7)
- Остророг, Сендзивой — польский государственный деятель, полководец и дипломат, воевода познанский (1406—1441)

## Декабрь
- 26 декабря — Никколо III д’Эсте (58) — маркиз Феррары (1393—1401), кондотьер.
- 27 декабря — Якопо II Аппиано — представитель дома Аппиано[итал.], синьор Пьомбино[итал.] с 1404 по 1441 год, пфальцграф Священной Римской империи.

## Дата неизвестна или требует уточнения
- Антонио II Аччайоли — герцог Афинский (1439—1441)
- Гонелла, Пьетро — итальянский острослов, шут при дворе герцогов Феррары д’Эсте. Легендарный персонаж новелл Франко Саккетти, Маттео Банделло и итальянских народных сказок.
- Дуглас, Джеймс, 1-й лорд Далкит — шотландский аристократ, барон Далкит с 1420 года, 1-й лорд Далкит.
- Пухала, Добеслав — — польский рыцарь-гусит, староста гневковский (с 1418) и быдгощский (1430—1441).
- Хайо Харльда — восточнофризский хофтлинг (вождь) Евера.
- Эдцард Кирксена — восточнофризский хофтлинг (вождь) Гретзиля, Нордена, Эмдена и Брокмерланд